# Roger L. Beck
Roger Lyne Beck (* 1937 in London, England; † 29. April 2023) war ein englischer Klassischer Philologe.

## Leben
Er studierte an der Oxford University (BA) und der University of Illinois at Urbana-Champaign. Dort erlangte er 1971 den PhD mit der Arbeit Meter and sense in Homeric verse. Er war in zahlreichen Führungspositionen für die University of Toronto Mississauga tätig, unter anderem als Acting Principal (1991–1992), Associate Dean (1985–1991), Vice-Principal Academic (1986–1991) und Vorsitzender des Erindale College Council, des offiziellen Leitungsgremiums der UTM. Er war auch Mitglied des Governing Council der Universität, einschließlich des Vorsitzenden des Academic Board.
Seine Forschungsinteressen sind die Religion im Römischen Reich, insbesondere der Mithraskult, das kognitive Studium der Religion, die antike Astrologie und Astronomie, der antike Roman, insbesondere die Werke von Titus Petronius und Apuleius.

## Schriften (Auswahl)
- Planetary Gods and Planetary Orders in the Mysteries of Mithras. Leiden 1988, ISBN 90-04-08450-9.
- John Hinnells als Herausgeber: Beck on Mithraism. Collected Works with New Essays. Aldershot 2004, ISBN 0-7546-4081-7.
- The Religion of the Mithras Cult in the Roman Empire. Mysteries of the Unconquered Sun. Oxford 2006, ISBN 978-0-19-921613-0.
- A Brief History of Ancient Astrology. Oxford 2007, ISBN 978-1-4051-1087-7.